# Élections législatives de 1959 au Soudan français
Les élections législatives de 1959 au Soudan français se déroulent le 8 mars 1959 afin de pourvoir les 80 membres de l'Assemblée nationale du Soudan français, état membre de la Communauté française couvrant le territoire de l'actuel Mali. Il s'agit des dernières législatives organisée sous la tutelle française avant l'indépendance du pays le 20 juin de l'année suivante, ainsi que les dernières à avoir lieu sous le multipartisme jusqu'en 1992, le Mali devenant quelques années après l'indépendance un régime à parti unique

## Résultats
|                           |                                                      |           |       |        |     |  |  |  |  |
| Partis                    | Partis                                               | Votes     | %     | Sièges | +/– |  |  |  |  |
|                           | Union soudanaise-Rassemblement démocratique africain | 534 946   | 75,84 | 80     | 23  |  |  |  |  |
|                           | Parti du Regroupement Soudanais                      | 170 428   | 24,16 | 0      | Nv  |  |  |  |  |
|                           |                                                      |           |       |        |     |  |  |  |  |
| Suffrages exprimés        | Suffrages exprimés                                   | 705 374   | 99,48 |        |     |  |  |  |  |
| Votes blancs et invalides | Votes blancs et invalides                            | 3 658     | 0,52  |        |     |  |  |  |  |
| Total                     | Total                                                | 709 032   | 100   | 80     | 10  |  |  |  |  |
| Abstentions               | Abstentions                                          | 1 495 795 | 67,84 |        |     |  |  |  |  |
| Inscrits / participation  | Inscrits / participation                             | 2 204 827 | 32,16 |        |     |  |  |  |  |